# Jedlovec
Jedlovec (Tsuga) je rod stálezelených dřevin z čeledi borovicovitých. Zahrnuje 8–10 druhů a několik kříženců; z nich čtyři se přirozeně vyskytují v Severní Americe a 4–6 ve východní Asii. V České republice jsou nejčastěji uměle vysazovány jedlovec kanadský a jedlovec západní.

## Charakteristika
Jedná se o středně velké až velké stálezelené stromy, dorůstající výšek 10–60 metrů, s kuželovitou nebo nepravidelně stavěnou korunou a často převisajícími větvemi. Jehlice jsou obvykle ploché, 5–35 mm dlouhé a 1–3 mm široké; vyrůstají jednotlivě ve spirále okolo větvičky, až na výjimky (jedlovec Mertensův) se zkroucenými bázemi, takže se jeví dvojřadě uspořádané, na spodní straně se dvěma bílými průduchovými proužky (u jedlovce Mertensova i svrchu).
Šišky jsou válcovité či vejčité, velmi drobné (15–40 mm dlouhé, u zmíněného jedlovce Mertensova zhruba dvakrát tolik), vyrůstající jednotlivě na krátkých stopkách na konci letorostů. Dozrávají během 5–8 měsíců.
Jedlovce rostou obvykle v chladnějším, vlhkém podnebí s velkým množstvím srážek včetně sněhových. Dobře snášejí stín, velmi špatně naopak sucho.

## Taxonomie
Morfologicky v mnoha ohledech odlišný jedlovec Mertensův byl mnohými botaniky vyčleňován do samostatného monotypického rodu Hesperopeuce, častější je však jeho pojetí coby pouhého podrodu v rámci rodu Tsuga. Do samostatného rodu byl naopak platně vyčleněn pajedlovec čínský (dnes Nothotsuga longibracteata), dříve byly do rodu řazeny i některé druhy douglasek, ketelerií a dokonce smrků.

## Seznam druhů
- Tsuga canadensis (jedlovec kanadský) – východní Kanada a východ USA
- Tsuga caroliniana (jedlovec karolínský) – jih Appalačských hor
- Tsuga chinensis (jedlovec čínský) – Čína včetně Tibetu, Tchaj-wan
- Tsuga diversifolia (jedlovec různolistý) – Japonsko
- Tsuga dumosa (jedlovec himálajský) – Himálaj, Tibet a přilehlé oblasti Číny
- Tsuga forrestii – Čína (Sichuan, Yunnan, Guizhou)
- Tsuga heterophylla (jedlovec západní) – západ Severní Ameriky od Aljašky přes Britskou Kolumbii po sever Kalifornie
- Tsuga × jeffreyi – Britská Kolumbie, Washington
- Tsuga mertensiana (jedlovec Mertensův) – západ Severní Ameriky od Aljašky přes Britskou Kolumbii po sever Kalifornie
- Tsuga sieboldii (jedlovec Sieboldův) – Japonsko
- Tsuga ulleungensis – ostrov Ulleungo (Jižní Korea)

## Význam
Dřevo jedlovců je významnou surovinou, především jako zdroj buničiny. Mnohé druhy jsou využívány v okrasném zahradnictví, pro něž byla vyšlechtěna řada kultivarů. Hořká kůra se používala k vydělávání kůží, z jehličí se někde dělal čaj. Esenciální oleje jsou využitelné jako součást parfémů.
Semena z jejich šišek jsou potravou ptáků i u nás, především křivek obecných, které se na semena jehličnanů specializují.

## Galerie

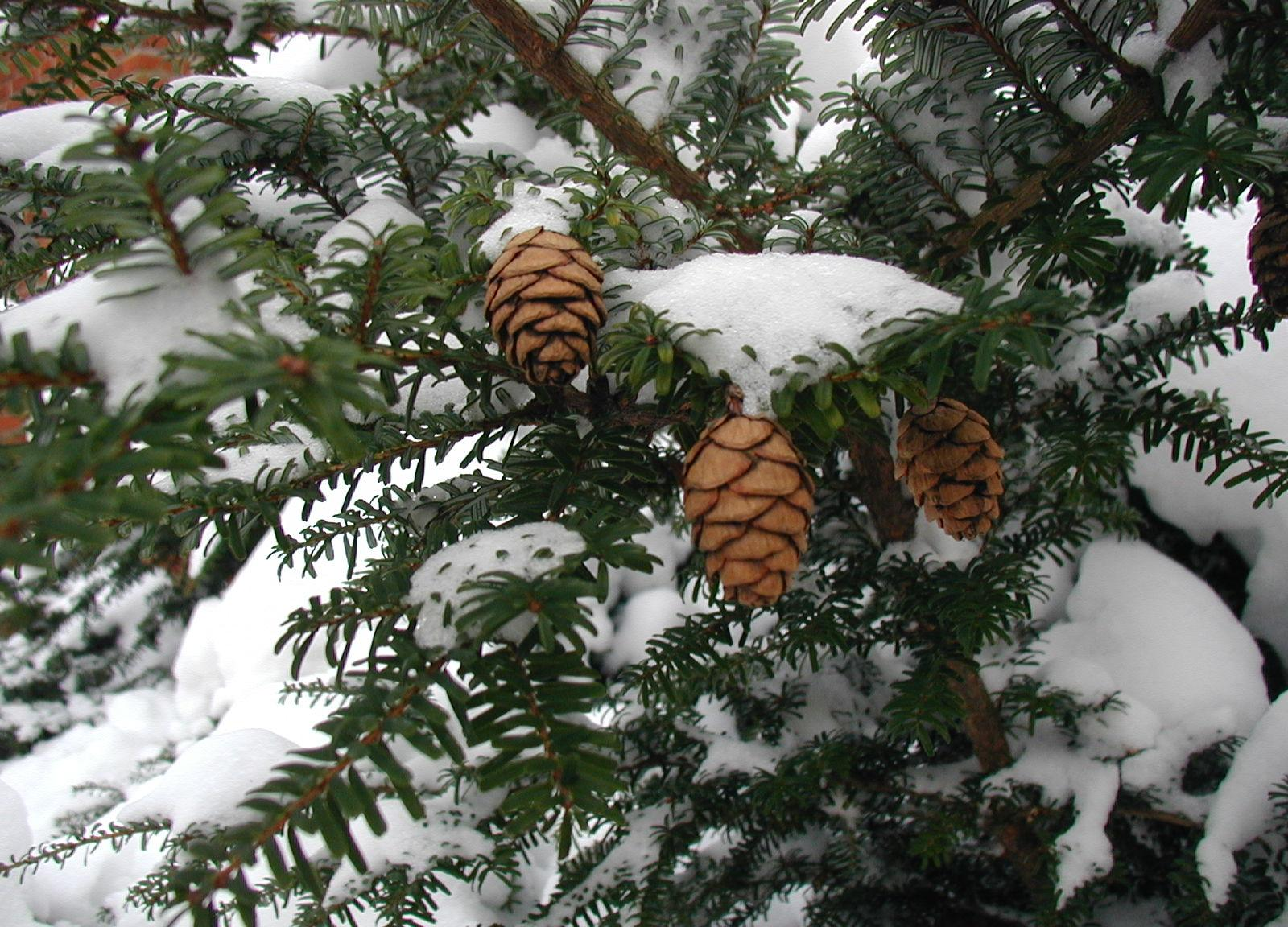
Tsuga diversifolia – větévka se šiškami
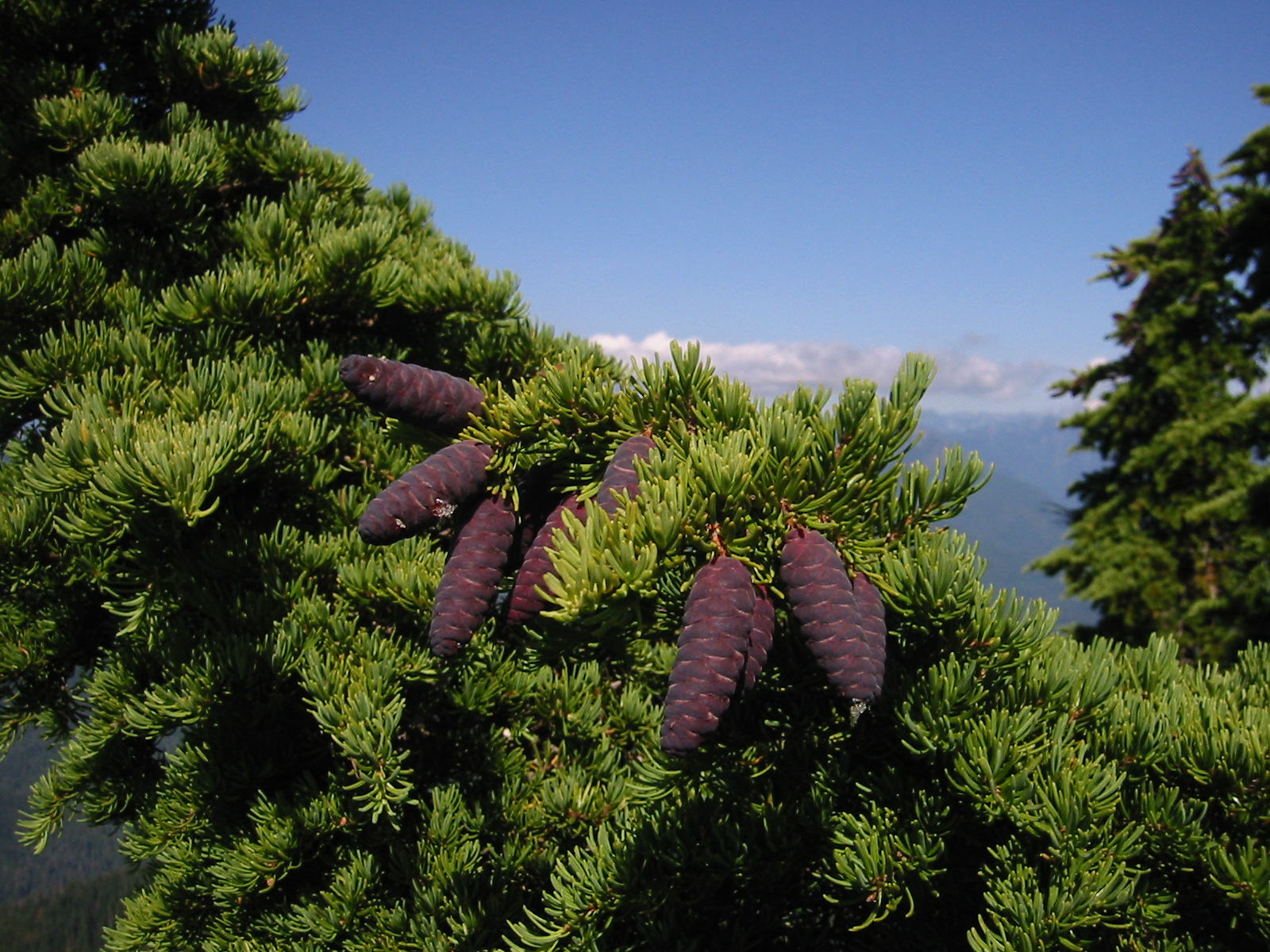
Znatelně odlišný jedlovec Mertensův
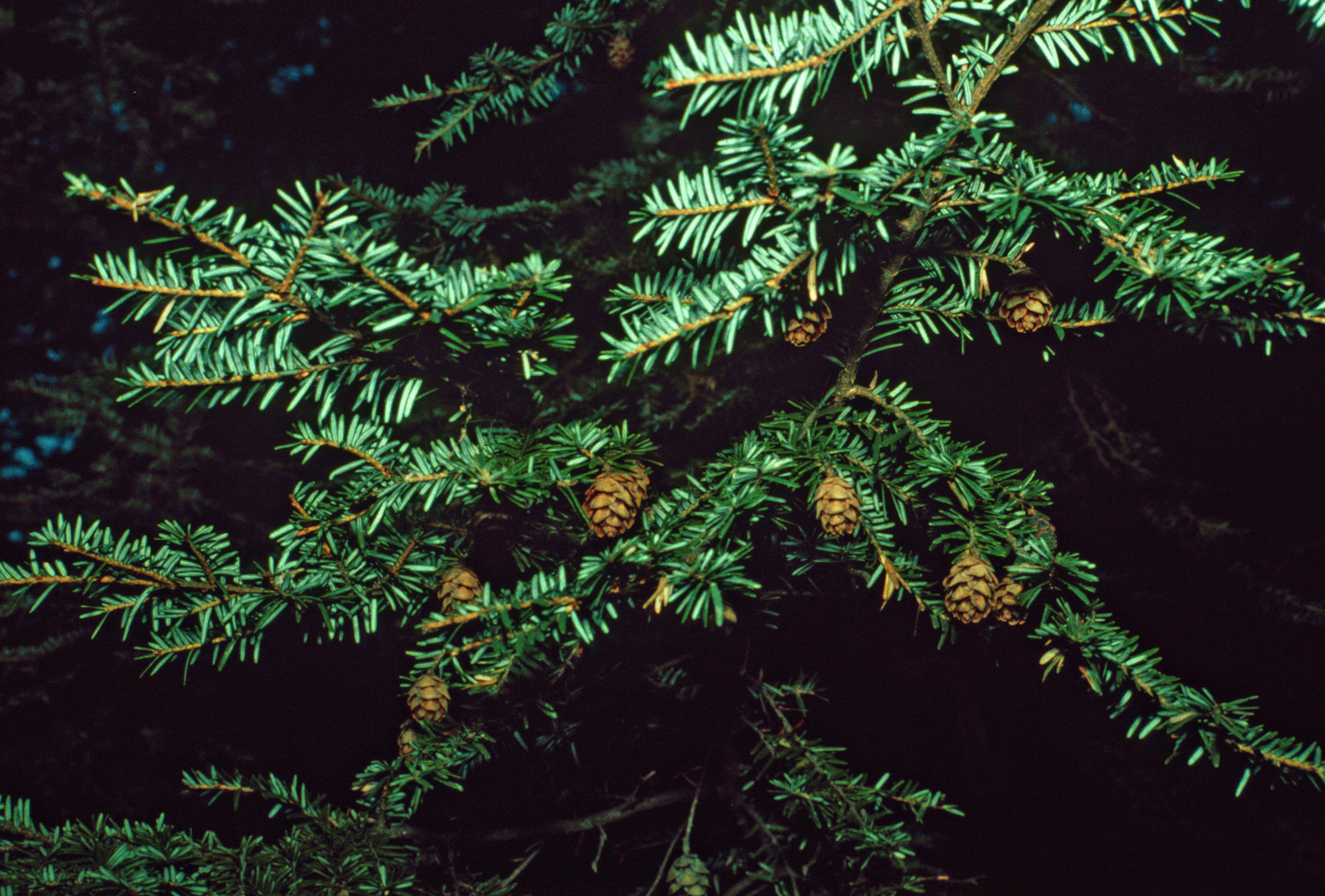
Jedlovec kanadský
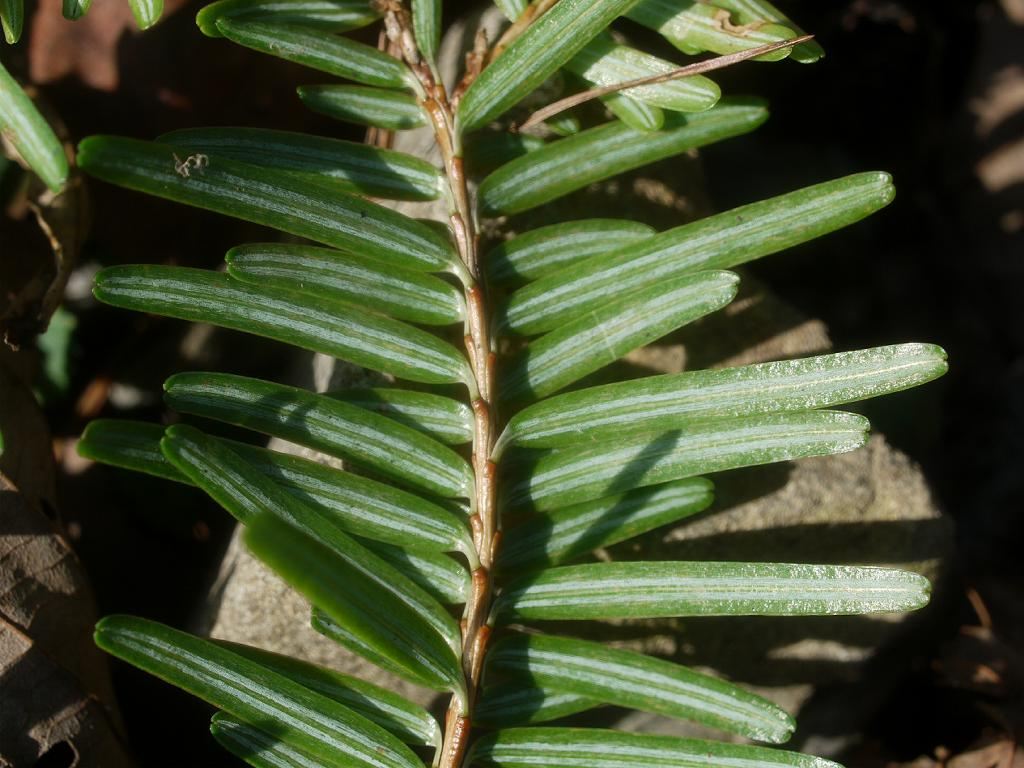
Průduchové proužky jedlovce Sieboldova
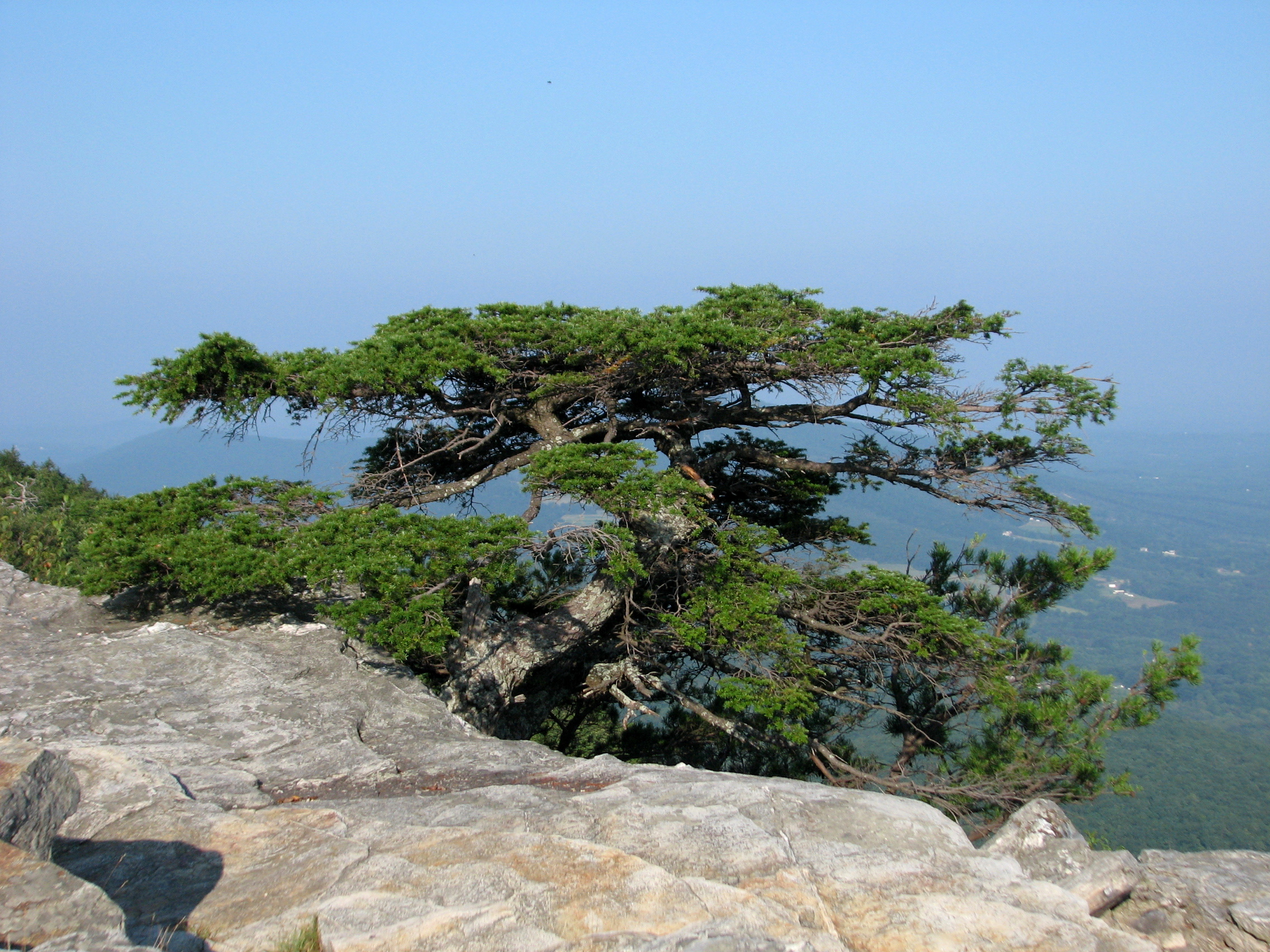
Netypická forma jedlovce karolinského na skalním útesu